# Kekāuluohi
Titre
Reine consort d'Hawaï
1er janvier 1810 – 8 mai 1819
(9 ans, 4 mois et 7 jours)
Miriam Kekāuluohi, née le 27 juillet 1794 à Honolulu (Hawaï) où elle est morte le 7 juin 1845, est une reine consort de Hawaï en tant qu'épouse du roi Kamehameha Ier. Fille de la reine Kalākua Kaheiheimālie, elle est la demi-sœur de Kamāmalu et de Kinau ainsi que la mère du futur roi Lunalilo.
En hawaïen, son nom Kekāuluohi signifie que la vigne pousse avec des pousses. Elle a par la suite adopté comme nom secondaire celui de Auhea, signifiant « Où » en mémoire de la mort de son mari Kamehameha.

## Famille
Kekāuluohi est née le 27 juillet 1794, elle est la fille unique de son père, Kalaʻimamahu, frère de Kamehameha et de sa mère Kalākua Kaheiheimālie, qui se remarie en 1795 avec son beau-frère, Kamehameha.
Par sa mère, elle est donc une belle-fille de Kamehameha Ier, fondateur du royaume d'Hawaï, et par son père, elle est une nièce de ce dernier. Elle est donc la demi-sœur des princesses Kamāmalu et Kinau, les filles du roi et de sa mère.
Enfant, elle a été fiancée à un prince de la dynastie tahitienne des Pōmare, le prince Tehamaitua, troisième fils du roi Pōmare Ier de Tahiti, mais ne l'a jamais épousé à cause de la mort prématurée du prince.

## Unions et descendance

### Premier mariage

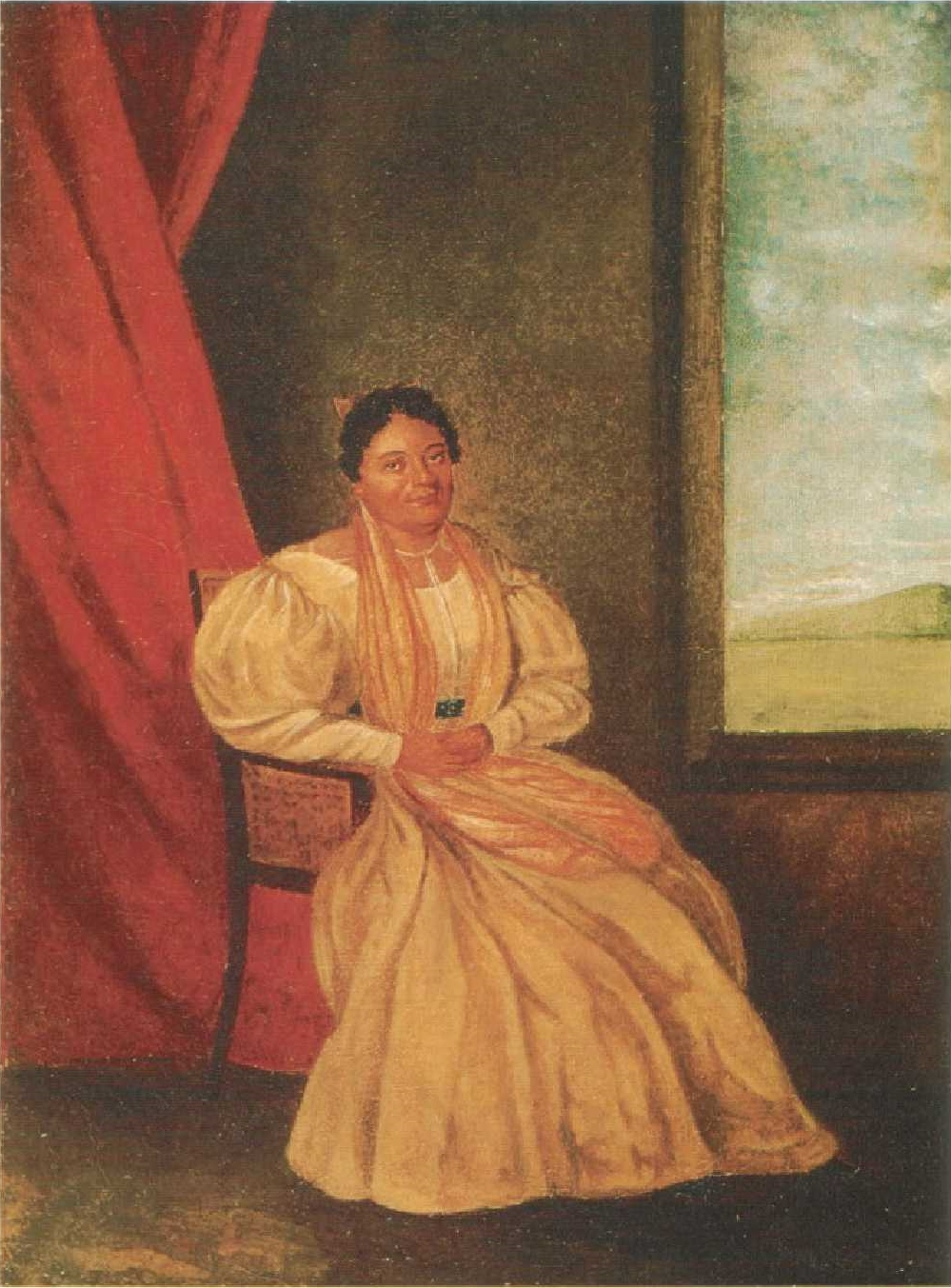
Portrait de la reine douairière, Kekāuluohi.

En 1809, elle fut choisie par son beau-père, le roi Kamehameha, pour "réchauffer sa vieillesse". Étant à peine plus âgée que les enfants du roi, la relation qu'elle entretenait avec ce dernier était davantage une relation père-fille qu'une relation amoureuse. Néanmoins, ce mariage lui permet d'obtenir le statut de reine, au même titre que sa mère, Kalākua, et que ses tantes, Kaʻahumanu et Namahana Piʻia. À la mort du roi en 1819, elle devient reine douairière.
Malgré la forte influence de la reine Kaʻahumanu sur la politique du royaume, Kekāuluohi tente, elle aussi, de jouer un rôle politique aux côtés du nouveau roi Kamehameha II puis de son frère le roi Kamehameha III. Après la mort de Kaʻahumanu en 1832, elle s'impose en tant que conseillère privée du roi aux côtés de sa demi-sœur, Kinau.

### Second mariage
Profitant de son statut de veuve et de reine douairière, Kekāuluohi échappe pendant un temps aux plans de sa tante Kaʻahumanu et de Kamehameha II qui souhaitent la mariée à un membre de la haute noblesse. Cependant, en 1821, sur ordre du roi, elle épouse Charles Kanaina, membre du Conseil privé et de la Chambre des nobles ainsi que l'ami personnel du roi.
De cette union naquit un fils en 1835 : William Charles Lunalilo qui montera sur le trône en 1873 après la mort des derniers descendants directs de Kamehameha Ier. Très impliquée dans l'éducation de son fils, elle développe une grande ambition pour l'avenir de ce dernier et en vient même à espérer la mort sans descendance des rois Kamehameha IV et Kamehameha V, ce qui arrive avec la mort du dernier.
Kekāuluohi meurt le 7 juin 1845 à l'âge de 50 ans des suites d'une forte grippe. Elle n'assistera jamais à l'avènement de son fils en 1873, soit 28 ans après son décès.